# Kemer (Antalya)
Kemer is een Turkse stad in de provincie Antalya. De stad is gelegen in het district Kemer, op 45 kilometer van de provinciehoofdstad Antalya.
De stad heeft een uitgesproken toeristisch karakter. Kemer telt 17.000 inwoners. In het hoogseizoen loopt dit aantal op tot boven de 100.000. De stad is erg Europees getint en is gelegen in een van de rijkere streken van Turkije.
Tussen 2000 en 2008 werd in  Kemer de Rally van Turkije gereden. In 2025 was de stad de startplaats van de tweede etappe van de Ronde van Turkije, die werd gewonnen door de Nederlandse wielrenner Tibor Del Grosso.

## Bezienswaardigheden
- Jachthaven van Kemer (Marina)
- Moonlight Park in Kemer
- Watervallen van Göynük (op 10 km van de stad)
- De dorpen Beldibi, Göynük, Kiris, Phaselis en Tekirova

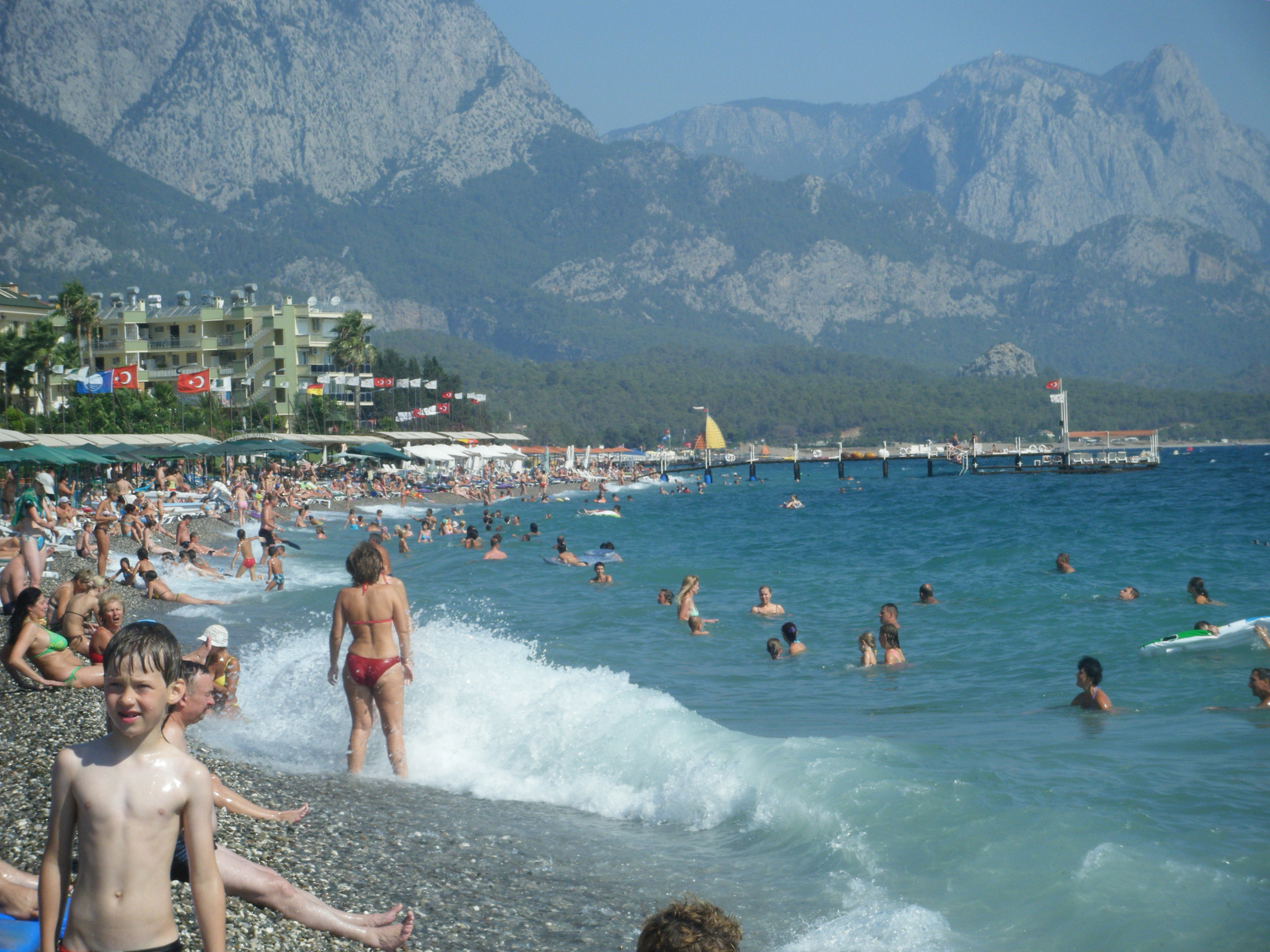
Toeristen op het strand